# Michael Bridges
Michael Bridges (North Shields, 5 augustus 1978) is een Engels voormalig voetballer die als aanvallende middenvelder of centrumspits speelde. Hij was actief bij Sunderland en Leeds United eind jaren 90 en begin jaren 2000. Blessures weerstreefden hem een carrière uit te bouwen.

## Clubcarrière

### Leeds United en Sunderland
Bridges maakte naam bij Sunderland, waarmee hij drie keer de First Division won oftewel kampioen werd van de Engelse tweede klasse. Sunderland was met Bridges in het elftal de beste van de tweede afdeling in 1996, 1999 en 2005.
In de zomer van 1999 brachten zijn eerste goede prestaties bij Sunderland hem een transfer op naar het Leeds United van trainer David O'Leary. In zijn eerste seizoen, 1999/2000, speelde hij als 22-jarige spits nagenoeg alle wedstrijden en werd met 19 doelpunten zelfs vierde in de topschuttersstand van de Premier League, achter Kevin Phillips (30), Alan Shearer (23) en Dwight Yorke (20).
Bridges maakte een hattrick tegen Southampton op 11 augustus 1999. Hij vormde bij Leeds een partnerschap met de Australiër Harry Kewell, maar ook de jonge Alan Smith brak in die periode helemaal door bij Leeds en zou daarna voor Manchester United uitkomen.
In het seizoen 2000/2001 mocht Leeds aantreden in de UEFA Champions League, waarin de club de halve finales bereikte en Valencia uiteindelijk een maatje te groot bleek. Bridges raakte echter zwaar geblesseerd tegen Beşiktaş JK en keerde nooit meer terug naar het vaste elftal omdat hij steeds herviel. Een uitleenbeurt aan het Newcastle United van trainer Bobby Robson in 2004 mocht niet baten want ook hier speelde hij weinig door blessureleed.
Na een korte periode bij Bolton Wanderers keerde hij terug naar Sunderland, waarmee hij promotie naar de Premier League afdwong in het seizoen 2004/2005. Bij Sunderland, dat hem een half jaar huurde van Bolton en hem daarna definitief overnam, kwam Bridges tot 19 competitiewedstrijden in twee seizoenen. Hij scoorde slechts twee keer in competitieverband, opnieuw vanwege blessureleed.

### Latere carrière
Bridges zakte weg naar de Football League en kwam daar achtereenvolgens uit voor Bristol City, Carlisle United en Hull City. Bij Carlisle United (16 goals) en Hull City kende hij nog een laatste (kleine) opleving. In het seizoen 2007/2008 promoveerde Hull namelijk naar de Premier League. Bridges speelde geen minuut in de Premier League wegens aanhoudend blessureleed.
Hoewel hij tussendoor nog in eigen land voor Milton Keynes Dons uitkwam, bracht hij de laatste jaren van zijn carrière door in Australië. Bridges beëindigde zijn door blessures ontsierde loopbaan op 36-jarige leeftijd in het shirt van de Welshe amateurclub Lambton Jaffas in 2015. Eerder stopte hij – na het spelen van 63 wedstrijden in de loondienst van het Australische Newcastle Jets van 2009 tot 2014 – met profvoetbal.